# 828
| 828                |
| ------------------ |
| Dødsfald - Fødsler |
|                    |

| Gregoriansk kalender | 828 DCCCXXVIII          |
| Ab urbe condita      | 1581                    |
| Armensk kalender     | 277 ԹՎ ՄՀԷ              |
| Kinesiske kalender   | 3524 – 3525 丁未 – 戊申 |
| Etiopisk kalender    | 820 – 821               |
| Jødisk kalender      | 4588 – 4589             |
| Hindukalendere       |                         |
| - Vikram Samvat      | 883 – 884               |
| - Shaka Samvat       | 750 – 751               |
| - Kali Yuga          | 3929 – 3930             |
| Iransk kalender      | 206 – 207               |
| Islamisk kalender    | 212 – 213               |

Se også 828 (tal)

## Født
- Ali al-Hadi, Shiitisk Imam (død 868)